# Papyrus Oxyrhynchus 1007

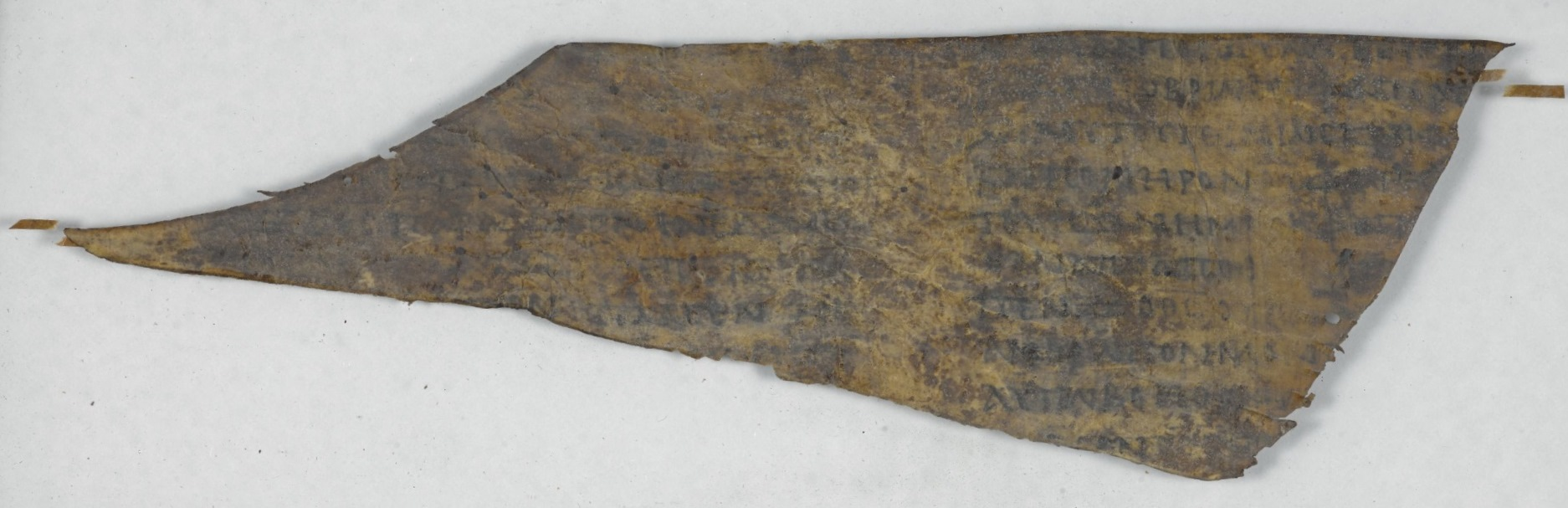
Abbildung des Papyrus Oxyrhynchus 1007

Papyrus Oxyrhynchus 1007 (LXXP.Oxy.VII.1007, Rahlfs Nr. 907) ist ein Fragment eines Septuaginta-Manuskripts (LXX). Es wurde in Oxyrhynchus, dem heutigen El-Bahnasa, Ägypten, entdeckt und wurde paläographisch in das 3. Jahrhundert n. Chr. datiert. Es wird derzeit in der Handschriftenabteilung der britischen Bibliothek, London (Inv. 2047) aufbewahrt.

## Beschreibung
Das Manuskript ist ein Kodex (Vorläufer des modernen Buches) und enthält Abschnitte aus dem Buch Genesis (2,7-9; 2,16-19 auf der Vorderseite; 2,23-3,1; 3,6-8 auf der Rückseite). Es ist in 33 Zeilen in 2 Spalten geschrieben. Dieses Manuskript enthält den Namen Gottes, der „durch Verdoppelung des anfänglichen Jod abgekürzt ist, in Form eines Z mit einer horizontalen Linie in der Mitte geschrieben und ununterbrochen durch beide Zeichen zz getragen wird.“ Das Fragment ist schwer als christlich oder jüdisch zu identifizieren, da es auf der kaum lesbaren Vorderseite das Nomen sacrum ΘΣ (charakteristisch für christliche Manuskripte) in Gen 2,18 und den Namen Gottes in hebräischer Schrift mit einem doppelten Jod (charakteristisch für jüdische Manuskripte) enthält.
Alan Mugridge äußert sich zu LXXP.Oxy.VII.1007 und Papyrus Oxyrhynchus 656 wie folgt:
„Es wurde vorgeschlagen, dass zwei OT-Papyri, die hier als christlich aufgeführt sind, tatsächlich jüdisch sind. In 3 [d. h. P. Oxy. VII 1007] (2. Hälfte des 3. Jahrhunderts n. Chr.) erscheinen zwei Jods (…) für den göttlichen Namen. Eine zweite Hand schrieb den göttlichen Namen als κυριος mit einer anderen ‘Feder’ als der restliche Text in 9 [d. h. P. Oxy. IV 656] (II/III n. Chr.), möglicherweise ein zweiter Schreiber, der beauftragt wurde, den göttlichen Namen einzufügen. Dies ist jedoch kein ausreichender Grund, um zu dem Schluss zu kommen, dass diese beiden Papyri jüdisch sind, da jüdische Strömungen innerhalb des frühen Christentums während des gesamten untersuchten Zeitraums existierten, wie wir zuvor festgestellt haben. Daher könnte diese Praxis einfach die aktuelle Praxis in jüdisch-christlichen Gruppen widerspiegeln, die nicht so früh oder so vollständig verschwanden, wie oft angenommen wird. (…) Wenn 3 [d. h. P. Oxy. VII 1007] ein christliches Papyrus ist – und die Verwendung des Nomen sacrum θς scheint dies zu unterstützen – handelt es sich um das einzige Beispiel für den Versuch, etwas zu schreiben, das hebräischen Schriftzeichen ähnelt, in einem christlichen Manuskript.“

## Geschichte
Das Manuskript wurde in „The Oxyrhynchus Papyri“, Teil VII, herausgegeben und übersetzt von Arthur S. Hunt, London, 1910, auf den Seiten 1 und 2 veröffentlicht. Es wurde mit der Nummer 907 in der Liste der Septuaginta-Manuskripte klassifiziert von Alfred Rahlfs und auch als Van Haelst 5 signiert. Es trägt die Identifikation 3113 in der Leuven Database of Ancient Books.